# Sociología histórica
La sociología histórica es una rama de la sociología que se centra en cómo las sociedades se desarrollan a través de la historia. Examina la forma en que las estructuras sociales, que muchos consideran como naturales, son de hecho formadas por procesos sociales complejos. La estructura, a su vez, da forma a instituciones y organizaciones, que afectan a la resultante sociedad, dando lugar a diversidad de fenómenos que van desde el sesgo de género, la desigualdad de ingresos, la guerra, entre otros.
La sociología histórica contemporánea se ocupa principalmente en cómo el Estado se ha desarrollado desde la Edad Media, el análisis de las relaciones entre Estados, las clases, los sistemas económicos y políticos. Recientemente, se ha buscado llevar el campo de la sociología histórica al campo de las relaciones internacionales, para incorporar con más fuerza el contexto internacional en el proceso de formación de Estados modernos, transiciones al capitalismo y procesos de industrialización, así como fenómenos relativos al nacionalismo. El trabajo de Julian Go y George Lawson destaca como parte de este fuerzo, así como el trabajo de John Hobson. 

## Uso de la historia en sociología
Con el paso del tiempo, la historia y la sociología se han desarrollado como dos diferentes disciplinas académicas. Los datos históricos se utilizan en la actualidad principalmente de tres maneras: 
1) Validar una teoría en una diversidad de casos. Consiste en aplicar diversos materiales históricos con el fin de demostrar la aplicación de una teoría. Del mismo modo, los sociólogos podrían aplicar la teoría a ciertos casos de investigación, para explicar procesos más amplios que se presentan en diferentes modalidades. 
2) Comparar y contrastar acontecimientos. Analizados por su especificidad o por lo que los hace únicos, ciertos acontecimientos utilizados por el sociólogo pueden contrastarse y compararse. Para los sociólogos interpretativos es muy común que utilicen la tradición Verstehen.
3) Establecer causalidades a nivel macro. Este es el método de Mill: a) principio de diferencia: un caso con efecto y causa presente se contrasta con un caso con efecto y causa ausente; y b) principio de acuerdo: los casos con los mismos efectos se comparan en términos de sus causas (idealmente idénticas). Hay un debate importante sobre la utilidad del método de Mill para la investigación sociológica, que se relaciona con el hecho de que la investigación histórica a menudo se basa en pocos casos, y que muchas teorías sociológicas son probabilísticas y no determinísticas. Hoy en día, la sociología histórica, es medida por un conjunto de preguntas que son ricas en detalle.

## Dependencia de la trayectoria
La teoría de la dependencia de la trayectoria establece que los eventos que sucedieron en el pasado, tienen alguna o mucha influencia en los acontecimientos que suceden en el futuro. El sociólogo James Mahoney sugiere que "procesos, secuencias y temporalidad" tienen una razón válida para afectar la dependencia de la trayectoria y el significado de los hechos históricos pasados. Pueden identificarse tres tipos de análisis dependientes de la trayectoria: 
"1) el estudio de los procesos causales que son especialmente sensibles, en una secuencia, a los acontecimientos históricos anteriores, que son más importantes que los acontecimientos posteriores; 
2) sucesos que son contingentes y que no pueden ser explicados por eventos previos o condiciones iniciales;
3) que una vez que los eventos contingentes tienen lugar, la secuencia dependiente del camino se convierte en un patrón determinista."

## Teoría general de la sociología histórica
James Mahoney retoma el debate sobre la teoría general de la sociología histórica. Llenando los vacíos de diferentes supuestos, los agentes y los mecanismos causales están conectados para el análisis empírico, y esto es visto como la teoría general. "...el debate sobre la teoría general de la sociología histórica, con el objetivo de clarificar el uso de este tipo de teoría en la investigación empírica. Teorías generales se definen como postulados sobre los agentes causales y los mecanismos causales que están vinculados al análisis empírico a través del supuestos que los conectan. Estas teorías pueden contribuir a generar conocimientos sustantivos al ayudar a los analistas a derivar nuevas hipótesis, integrar conclusiones existentes, y explicar resultados históricos. Para ilustrar estas aplicaciones, el artículo considera cinco diferentes teorías generales que han guiado o podrían guiar a la sociología histórica: funcionalista, de la elección racional, del poder, neo-Darwiniana, y las teorías de la cultura. Una conclusión fundamental que se desprende es que los estudiosos deben evaluar tanto el trasfondo de una teoría general como los méritos individuales de cada teoría general en particular".

## Autores destacados
- Giovanni Arrighi Randall Collins
- Emile Durkheim
- Norbert Elias
- Michel Foucault
- John A. Hall
- Michael Mann
- Karl Marx
- Karl Polanyi
- Theda Skocpol
- Charles Tilly
- Immanuel Wallerstein
- Max Weber
- Reinhard Bendix
- Richard Lachmann
- Perry Anderson

## Lecturas seleccionadas (inglés)
- Charles Tilly, Historical Sociology, in Scott G. McNall & Gary N. Howe, eds., Current Perspectives in Social Theory. Vol. I. (1980) Greenwich, Connecticut: JAI Press, online
- Charles Tilly, Historical Sociology, in International Encyclopedia of the Behavioral and Social Sciences (2001) Ámsterdam: Elsevier. Vol. 10, 6753–6757, online
- Charles Tilly, Three Visions of History and Theory, in History and Theory (2007) 46: 299-307, online
- Charles Tilly, History of and in Sociology, introduction to the didactic seminar on methodologies of the history of sociology, American Sociological Association annual meeting, Montréal, May 2007, online
- George Steinmetz, 'Ideas in Exile: Refugees from Nazi Germany and the Failure to Transplant Historical Sociology into the United States.” International Journal of Politics, Culture, and Society', 2010.
- George Steinmetz, 'The Historical Sociology of Historical Sociology: Germany and the United States in the 20th century', Sociologica (Italian Journal of Sociology online)2008 February). online
- George Steinmetz,'The Relations between Sociology and History in the United States: The Current State of Affairs', Journal of Historical Sociology 20:1-2 (2007): 1-12.
- David Baronov, The Dialectics of Inquiry Across the Historical Social Sciences. Routledge Press. 2013.

- Datos: Q1620918